# 中国力学学会
中国力学学会是中国力学领域的学术组织，隶属于中国科学技术协会。

## 概况
中国力学学会由钱学森、周培源、钱伟长、郭永怀等知名力学家发起，1957年2月正式成立，钱学森为首任理事长。目前学会包括了固体力学、流体力学、一般力学等22个专业委员会，基本涵盖了力学的各个专业领域。
学会是国际理论与应用力学联盟（IUTAM）、国际计算力学协会（IACM）、亚洲流体力学委员会（AFMC）、国际断裂学会（ICF）的成员。

## 主办期刊
- 《固体力学学报》
- 《Acta Mechanica Solida Sinica》
- 《计算力学学报》
- 《实验力学》
- 《爆炸与冲击》
- 《工程力学》
- 《Plasma Science and Techology》
- 《力学季刊》
- 《地震工程与工程振动》
- 《世界地震工程》
- 《力学学报》
- 《Acta Mechanica Sinica》
- 《力学与实践》
- 《动力学与控制学报》
- 《岩土工程学报》
- 《力学进展》

## 历任理事长
- 第一届（1957年）：钱学森
- 第二届（1982年）：钱令希
- 第三届（1986年）：郑哲敏
- 第四届（1990年）：王仁
- 第五届（1994年）：庄逢甘
- 第六届（1998年）：白以龙
- 第七届（2002年）：崔尔杰
- 第八届（2006年）：李家春
- 第九届（2010年）：胡海岩